# Институт истории грузинского искусства имени Г. Чубинашвили
Институт истории грузинского искусства имени Г. Чубинашвили (груз. ქართული ხელოვნების ისტორიის ინსტიტუტი ) — научно-исследовательский институт, в советское время — в системе Академии наук Грузинской ССР. Ныне — Национальный исследовательский центр истории грузинского искусства и охраны памятников им. Г. Чубинашвили. Находится в Тбилиси, улица Георгия Атонели, 9/6.
Центр издаёт два периодических издания: «საქართველოს სიძველენი» («Древности Грузии») и электронный журнал «Ars Georgica».

## История
Создан в апреле 1941 года при организации Академии наук Грузинской ССР. Первым директором Института стал выдающийся исследователь грузинской архитектуры и изобразительного искусства академик АН Грузинской ССР Г. Н. Чубинашвили (1885—1973). В создании института большую роль сыграли Т. Вирсаладзе, Р. Меписашвили, Р. Шмерлинг, Н. Северов, В. Цинцадзе. Институт расположился в нескольких комнатах здания Исторического музея Грузии им. С. Джанашиа на улице Леси Украинки. Первые сотрудники института были выбраны из числа сотрудников Художественного музея «Метехи» и Музея Шота Руставели и его эпохи; Первые коллекции для библиотеки, а также архивы фото и графической документации также принадлежали учреждениям, которые прекратили своё существование, в первую очередь, «Кабинету истории искусств» Тбилисского государственного университета.
В разные годы в Институте сотрудничали выдающиеся учёные В. Беридзе, Л. Рчеулишвили, Г. Алибегашвили, А. Вольская, Н. Г. Чубинашвили, М. Карбелашвили, Р. Кения, К. Мачабели, Т. Сакварелидзе, Л. Хускивадзе.
На рубеже 1990—1991 гг. Институт переехал в собственное здание, где во время вооруженных столкновений в Тбилиси, в декабре 1991 года был почти полностью уничтожен пожаром, погибли значительная часть научного и документального материала, обмеры, чертежи, рисунки (в том числе оригиналы Е. Лансере и Н.Северова) памятников грузинской архитектуры, фонотека, негативы, фотоархив, слайды полностью или частично утраченных памятников архитектуры, библиотека.
С 2005 года Институт преобразованный в Национальный исследовательский центр истории грузинского искусства и охраны памятников им. Г. Чубинашвили находится в структуре Министерства культуры Грузии.

## Директора института
| № | Директор                        | Годы руководства | Примечания |
| - | ------------------------------- | ---------------- | ---------- |
| 1 | Чубинашвили Георгий Николаевич  | 1941 — 1973      |            |
| 2 | Беридзе Вахтанг Вуколович       | 1973 — 1987      |            |
| 3 | Джанберидзе Нодар Шалвович      | 1988 — 1996      |            |
| 4 | Беридзе Вахтанг Вуколович       | 1997 — 2000      |            |
| 5 | Сакварелидзе Теймураз Андреевич | 2001 — 2006      | [ 4 ]      |
| 6 |                                 | 2007 — 2008      |            |
| 7 | Дидебулидзе Мариам Теймуразовна | с 2009           |            |